# Mark Rasumny
Mark Rasumny (* 24. September 1896 in Žagarė (jetzt Rajongemeinde Joniškis, Litauen); † 1988) war ein litauischer Schriftsteller.

## Leben
Mark Rasumny wurde in seinem Heimatort von seinem Großvater in der Cheder unterrichtet. Da er sehr begabt war, besuchte er danach das russische Gymnasium in Riga, Lettland. Seine Eltern zogen mit ihm dorthin, obwohl sie sehr arm waren. Sie gaben ihm diese Bildungschance. Er legte dort sein Abitur ab.
Er arbeitete ab 1919 bei einer Bank in Hamburg. In dieser Zeit belegte er Vorlesungen in Literatur, Philosophie und Ästhetik. Die deutsche Sprache gab ihm einen Anstoß zum eigenen Schreiben. Zur gleichen Zeit war sein Großvater Rabbiner in Lübeck. Der eigentliche Name der Familie war „Meir“, was so viel heißt wie „der Erleuchtete“. Im 19. Jahrhundert wurden im Russischen Reich die Namen vieler Juden zwangsverändert. Da sein damaliger Vorfahr ebenfalls ein gebildeter Rabbiner war, hatte die Familie das Glück, den Namen „Rasumny“, was soviel heißt wie „die Verständigen“ zu erhalten.
1921 kehrte er nach Riga zurück, wurde er Mitarbeiter und Redakteur der jiddischen Presse und bereiste als deren Korrespondent mehrere europäische und amerikanische Länder.
1924 debütierte er mit „Aranea, die Spinne“, einem Band Novellen. Seine gesellschaftskritische Tendenz führte zu Skandalen und zur Beschlagnahmung seines 2. Erzählbandes „Vorstadtstraßen“. Danach folgten: „Menschen im Staub“, „Phantastische Reportagen“, „Land der tausend Gestalten“, „Einer zwischen Millionen“ und die historische Erzählung „Das jüdische Reich“. Vor Ausbruch des Zweiten Weltkrieges erschienen zwei seiner Stücke, die Dramen „Nordlicht“ und „Motke Chabod“. Beide erlebten Aufführungen an den jüdischen Theatern von Riga, Warschau, Vilnius, Kaunas, Bukarest und Paris.
Nach dem Einfall der Faschisten in Lettland konnte er in letzter Minute in die Sowjetunion fliehen, wo er im Zuge der Evakuierungen weite Teile des Landes kennenlernte. Seine in Riga zurückbleibende Mutter wurde dort ermordet.
Erst nach Kriegsende kehrte er mit Frau und zwei Töchtern nach Riga zurück. 1950 wurde er unter falscher Anschuldigung inhaftiert. Nach sechs Jahren kam er durch eine Amnestie frei und wurde wieder in den Schriftstellerverband der Sowjetunion aufgenommen. 1963 erschienen im Rigaer Staatsverlag und in Moskau sein erster Nachkriegsband Noveletten, 1975 der zweite Band „Die goldene Taube“. Dieses Buch wurde zum überregionalen Erfolg und in den jiddischen Zeitungen der Sowjetunion sowie von USA, Kanada, Polen, Rumänien und Frankreich glänzend besprochen. Sein Inhalt entspricht großteils dem deutschen „Auch im Herbst blühen die Bäume“.
Inzwischen liegen weitere Novellenbände vor, zum Teil auch in russischer Übersetzung. Mark Rasumny übertrug die Werke russischer, englischer und lettischer Schriftsteller, Feuchtwangers Jud Süß und seine Gedichtsammlung „Pep“ sowie Remarques Im Westen nichts Neues ins Jiddische.
Der Berliner Schriftsteller Jürgen Rennert übertrug einige seiner Werke ins Deutsche.

## Belege
1. ↑  Leben
2. ↑  Leben
3. ↑  Mark Rasumny: Eine Welt voller Wunder. 1. Auflage. St. Benno Verlag, Leipzig 1985, DNB 870339834 (147 S.).
4. ↑  Mark Rasumny (Hrsg.): Auch im Herbst blühen die Bäume. 2. Auflage. Union Verlag Berlin, Berlin 1984, DNB 841014485 (204 S.).

| Personendaten    | Personendaten              |
| ---------------- | -------------------------- |
| NAME             | Rasumny, Mark              |
| KURZBESCHREIBUNG | litauischer Schriftsteller |
| GEBURTSDATUM     | 24. September 1896         |
| GEBURTSORT       | Žagarė, Litauen            |
| STERBEDATUM      | 1988                       |